# ГАЕС Венда-Нова ІІ
ГАЕС Венда Нова ІІ (Frades) (порт. Barragem da Venda Nova) — гідроелектростанція на півночі Португалії.
На початку 2000-х років для підсилення балансуючих потужностей вирішили спорудити гідроакумулюючу станцію у сточищі річки Каваду, використавши наявні водосховища. Так, як верхнє водосховище обслуговує водосховище ГЕС Венда Нова, створене зведеною на Рабагао (ліва притока Каваду) бетонною арковою греблею висотою 97 метрів та довжиною 230 метрів, на спорудження якої пішло 228 тис. м3 матеріалу. Вона утримує водосховище із площею поверхні 4 км2 та об'ємом 95 млн м3 (корисний об'єм 93 млн м3), рівень якого за нормальних умов може коливатись між позначками 645 та 700 метрів НРМ.
Як нижній резервуар використали водосховище ГЕС Саламонде, створене на Каваду бетонною арковою греблею висотою 75 метрів та довжиною 284 метри, на спорудження якої пішло 93 тис. м3 матеріалу. Вона утримує водойму з площею поверхні 2,4 км2 та об'ємом 65 млн м3 (корисний об'єм 56 млн м3).
Машинний зал, споруджений у підземному виконанні на глибині 350 метрів, знаходиться між цими двома сховищами, неподалік від впадіння Rabagao у Каваду. Доступ персоналу здійснюється через тунель довжиною 1,5 км та висотою 8 метрів, крім того, можливий резервний доступ через вентиляційну шахту довжиною 0,6 км з діаметром 3,5 метра. Із верхнім та нижнім резервуарами зал зв'язують тунелі діаметром 6,5 метра та довжиною 2,8 км і 1,4 км відповідно. Також під землею розташований трансформаторний зал.
Основне обладнання станції Венда Нова ІІ становлять дві оборотні турбіни типу Френсіс загальною потужністю 194,2 МВт у турбінному та 189,4 МВт у насосному режимах, які працюють при середньому напорі 410 метрів (максимальний 422 метри). За проектом вони мають забезпечувати виробництво 439 млн кВт-год електроенергії на рік.
Зв'язок з енергосистемою здійснюється по ЛЕП, що працює під напругою 150 кВ.